# Basni
Basni är en ort i Indien.   Den ligger i distriktet Nāgaur och delstaten Rajasthan, i den nordvästra delen av landet, 400 km väster om huvudstaden New Delhi. Basni ligger 306 meter över havet och antalet invånare är 23 414.
Terrängen runt Basni är mycket platt. Runt Basni är det ganska tätbefolkat, med 160 invånare per kvadratkilometer. Närmaste större samhälle är Nāgaur, 9,4 km öster om Basni. Omgivningarna runt Basni är i huvudsak ett öppet busklandskap.